# Hugo Carvana
Hugo Carvana, né le 4 juin 1937 à Rio de Janeiro et mort dans la même ville le 4 octobre 2014, est un acteur et réalisateur brésilien.

## Filmographie

### Cinéma
- 1955 : Trabalhou Bem, Genival
- 1956 : O Contrabando
- 1957 : Tudo é Música
- 1962 : Esse Rio Que Eu Amo (segment Noite de Almirante)
- 1962 : La Plage du désir
- 1964 : Les Fusils
- 1965 : O Desafio
- 1965 : A Falecida
- 1966 : A Grande Cidade ou As Aventuras e Desventuras de Luzia
- 1967 : Terre en transe (Terra em Transe) : Alvaro
- 1968 : Le brave guerillero : Union Hanger-On
- 1968 : O Homem Que Comprou o Mundo
- 1968 : O Engano : le mari
- 1968 : A Vida Provisória : Pedro
- 1968 : Antes, o Verão : l'homme
- 1969 : Macunaïma : l'homme avec le canard
- 1969 : Antonio Das Mortes (O Dragão da Maldade contra o Santo Guerreiro) : le commissaire Mattos
- 1969 : Um Homem e Sua Jaula : voix
- 1969 : Tempo de Violência
- 1969 : Pedro Diabo Ama Rosa Meia Noite
- 1969 : O Anjo Nasceu : Santamaria
- 1969 : Como Vai, Vai Bem?
- 1969 : Um Sonho de Vampiros (voix)
- 1969 : Les Héritiers (Os Herdeiros) : Maia
- 1970 : Le Lion à sept têtes (Der Leone Have Sept Cabeças) : le Portugais
- 1970 : Jardim de Guerra
- 1970 : Pindorama
- 1971 : Procura-se Uma Virgem
- 1971 : O Capitão Bandeira Contra o Dr. Moura Brasil : Dr.Gestaile
- 1971 : Matei Por Amor
- 1971 : O Rei dos Milagres
- 1972 : Câncer
- 1972 : Quando o Carnaval Chegar : Lourival
- 1973 : Vai Trabalhar Vagabundo : Secundino Meireles
- 1973 : Amor, Carnaval e Sonhos
- 1973 : Humor Amargo
- 1973 : Toda Nudez Será Castigada : Comissário / Commissioner
- 1973 : Tati : Capitão Peixoto
- 1975 : Ipanema, Adeus : Carlos
- 1976 : Gordos e Magros
- 1976 : A Nudez de Alexandra : Hugo
- 1977 : Anchieta, José do Brasil
- 1977 : La Boutique aux miracles (Tenda dos Milagres) : Fausto Pena
- 1978 : Se Segura, Malandro! : Paulo Otávio
- 1978 : Mar de Rosas : Sérgio
- 1978 : La Chute (A Queda) : José
- 1983 : Bar Esperança : Zeca
- 1984 : Águia na Cabeça
- 1984 : Bete Balanço : Tony
- 1985 : Avaeté - Semente da Vingança : Ramiro
- 1987 : Por dúvida das vias
- 1987 : Leila Diniz : Clyde
- 1990 : Boca de Ouro
- 1990 : Assim na Tela Como no Céu
- 1991 : Vai Trabalhar, Vagabundo II : Dino
- 1997 : O Homem Nu : Taxi Driver
- 1999 : Mauá - O Imperador e o Rei : Queiroz
- 2000 : O Cabeça de Copacabana : Haroldo Soares
- 2001 : A Breve Estória de Cândido Sampaio : Homeless
- 2001 : Sonhos Tropicais : Macedo
- 2002 : Lara : Ator Premiado
- 2003 : Deus É Brasileiro : Quincas Batalha
- 2003 : Apolônio Brasil, Campeão da Alegria : The Beggar
- 2005 : Mais Uma Vez Amor : Dr. Alvarez
- 2006 : O Maior Amor do Mundo : Salvador
- 2007 : Achados e Perdidos : Juiz
- 2008 : Casa da Mãe Joana : Salomão
- 2009 : Histórias de Amor Duram Apenas 90 Minutos : Motorista de táxi
- 2010 : 5x Favela, Agora por Nós Mesmos : Dos Santos
- 2011 : Não Se Preocupe, Nada Vai Dar Certo : Zimba
- 2013 : Giovanni Improtta : Cantagallo
- 2014 : Rio, I Love You (Rio, Eu Te Amo) : Manoel (segment "Dona Fulana")

### Télévision
- 1998 : Corpo Dourado : Azevedo (série télévisée)
- 2001 : Porto dos Milagres : Delegado Gouvêia (telenovela)
- 2002 : Desejos de Mulher : Atilio Miranda (série télévisée)
- 2007 : Paraíso Tropical : Belisário (série télévisée, 119 épisodes)
- 2011 : Passions mortelles (Insensato Coração) : Olegário Silveira (telenovela)

## Comme réalisateur
- 1973 : Vai Trabalhar Vagabundo
- 1978 : Se Segura, Malandro!
- 1983 : Bar Esperança
- 1991 : Vai Trabalhar, Vagabundo II
- 1997 : O Homem Nu
- 2003 : Apolônio Brasil, Campeão da Alegria
- 2008 : Casa da Mãe Joana
- 2011 : Não Se Preocupe, Nada Vai Dar Certo
- 2013 : Casa da Mãe Joana 2